# Frederik Trier
Frederik Jacob Trier, född 14 juni 1831 i Köpenhamn, död där 17 maj 1898, var en dansk läkare. Han var son till Seligmann M. Trier.
Efter att ha tagit läkarexamen 1855 och doktorsgraden 1860 på avhandlingen Den tyfoide Febers Udbredning og Oprindelse i København i Aarene 1842–58 var Trier reservemedikus vid Frederiks Hospital 1860–1862, överläkare på ett lasarett i Köpenhamn under krigen 1864 och 1874–1892 överläkare vid en medicinsk avdelning på Kommunehospitalet.
Utöver sin framstående läkargärning bedrev Trier ett betydande författarskap, främst som redaktör för "Ugeskrift for Læger" (1861–1874) och av "Nordiskt medicinskt Arkiv". Dessutom var han styrelseledamot i olika föreningar, bland annat den allmänna danska läkarföreningen och de skandinaviska naturforskarmötena.